# داين لاو (سلسلة جبال)

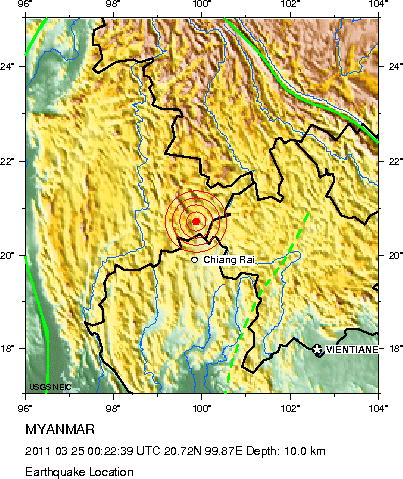
موقع زلزال بورما عام 2011 في يوم 25 مارس

سلسلة داين لاو (بالتايلندية: ทิวเขาแดนลาว)‏, (بالبورمية: Loi La)‏ هي سلسلة جبال من تلال شان في شرق بورما وشمال تايلاند. أغلب السلسلة تقع في ولاية شان والحد الشمالي منها يصل لحدود الصين وتمتد جنوبا عبر الحدود التايلاندية في الطرف الشمالي من تايلاند.
التضاريس في سلسلة داين لاو كما في غيرها من السلاسل الفرعية من جنوب تلال شان، فهي طبقات من الطمي منبسطة على صخور صلبة.